# Sainte-Colombe-près-Vernon
Sainte-Colombe-près-Vernon is een gemeente in het Franse departement Eure (regio Normandië) en telt 219 inwoners (2004). De plaats maakt deel uit van het arrondissement Évreux.

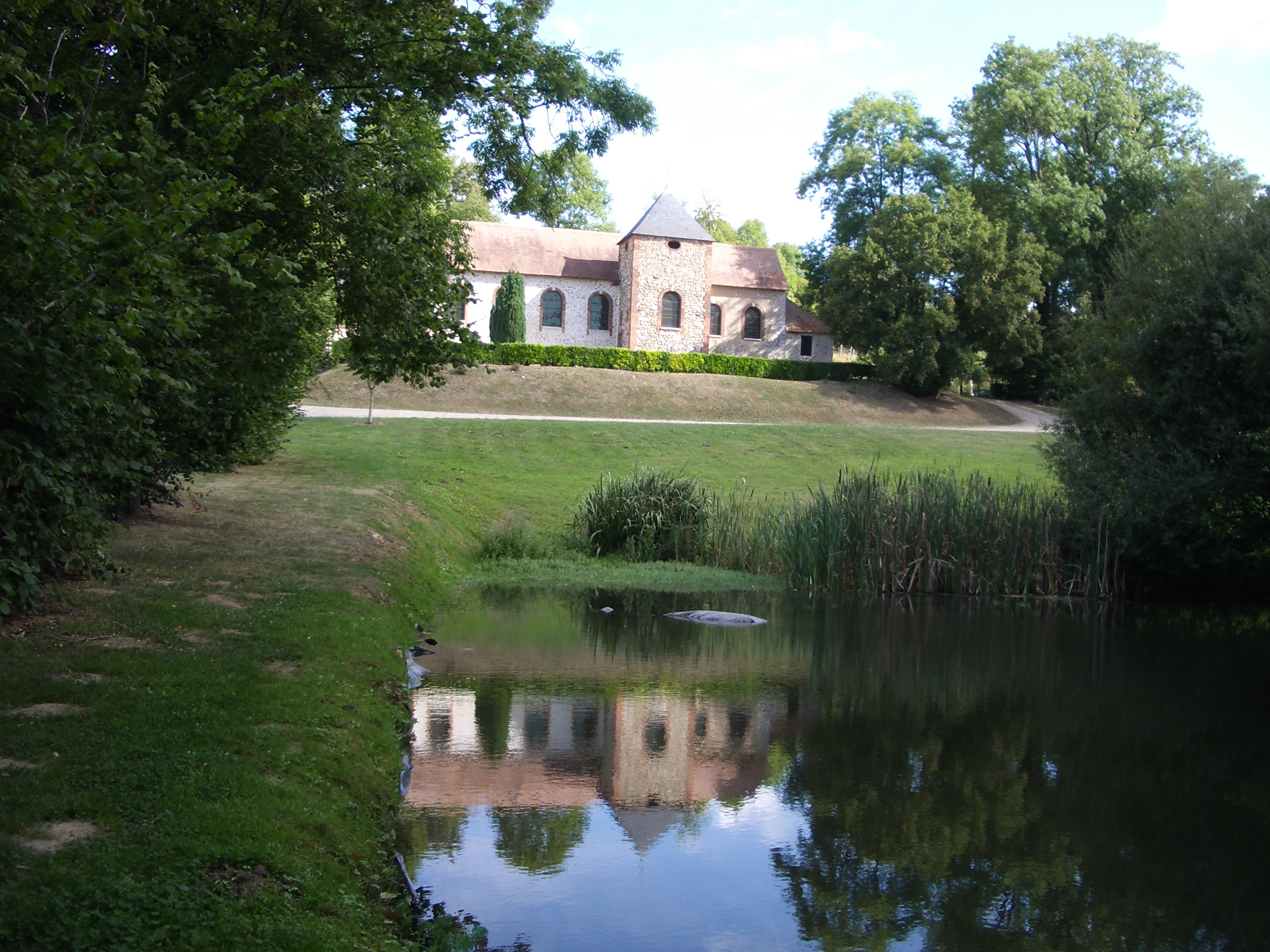
Kerk van Sainte-Colombe-près-Vernon
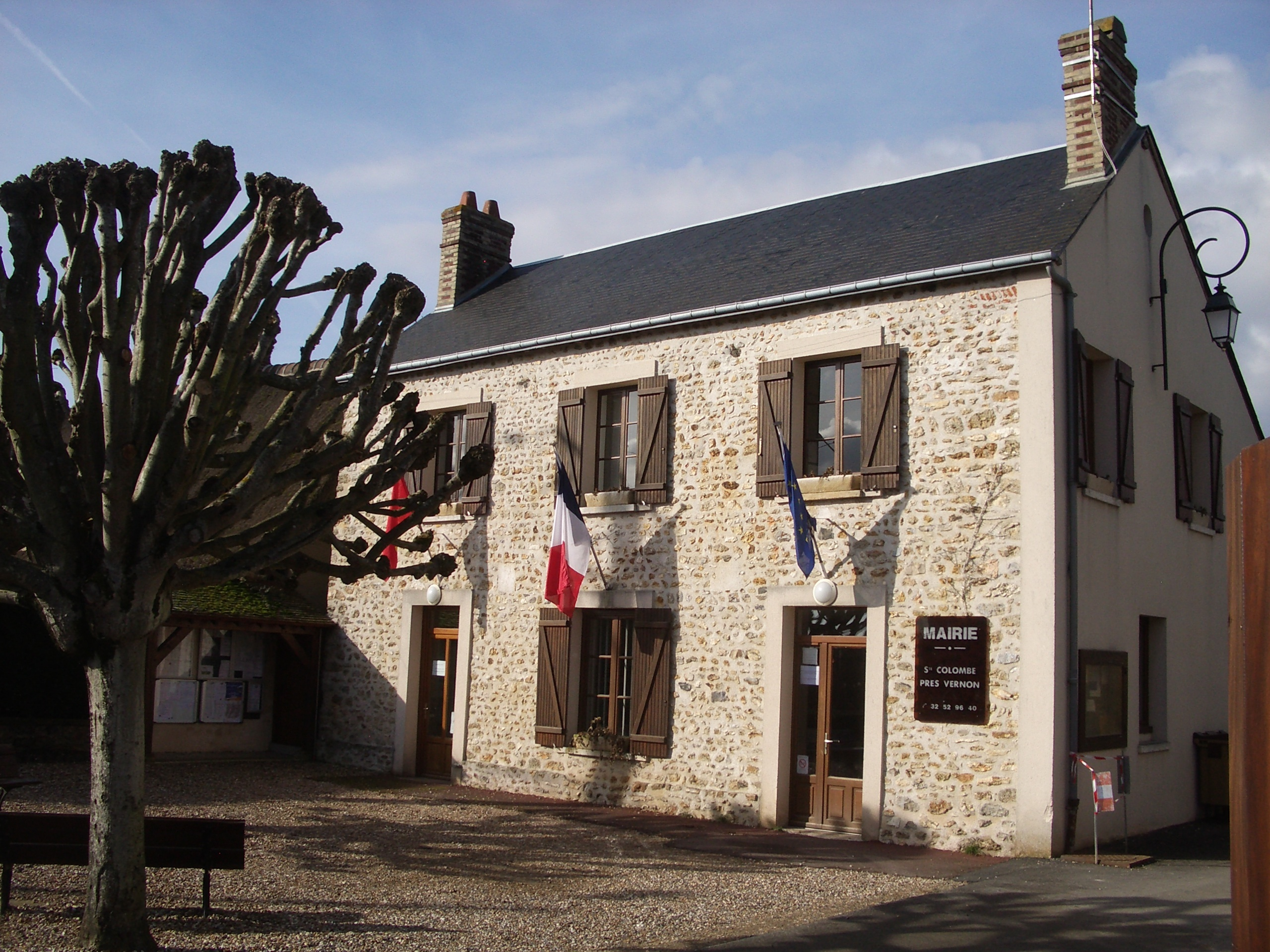
Gemeentehuis

## Geografie
De oppervlakte van Sainte-Colombe-près-Vernon bedraagt 2,7 km², de bevolkingsdichtheid is 81,1 inwoners per km².
De onderstaande kaart toont de ligging van Sainte-Colombe-près-Vernon met de belangrijkste infrastructuur en aangrenzende gemeenten.

## Demografie
Onderstaande figuur toont het verloop van het inwonertal (bron: INSEE-tellingen).